# Барез
Барез (фр. Baraize) насеље је и општина у централној Француској у региону Центар (регион), у департману Ендр која припада префектури la Châtre.
По подацима из 2011. године у општини је живело 325 становника, а густина насељености је износила 19,83 становника/km². Општина се простире на површини од 16,39 km². Налази се на средњој надморској висини од 244 метара (максималној 292 m, а минималној 123 m).

## Демографија
| 1962. | 1968. | 1975. | 1982. | 1990. | 1999. | 2011. |
| ----- | ----- | ----- | ----- | ----- | ----- | ----- |
| 350   | 389   | 417   | 404   | 337   | 301   | 325   |

График промене броја становника у току последњих година